# Guaranteed Rate Field
Il Guaranteed Rate Field (precedentemente Comiskey Park (II)), è uno stadio di baseball situato a Chicago in Illinois. Ospita le partite dei Chicago White Sox di Major League Baseball (MLB).

## Storia
Lo stadio fu aperto il 18 aprile 1991 come nuova casa dei White Sox, che abbandonarono il Comiskey Park dopo 81 stagioni. Nella prima partita i White Sox persero per 16-0 contro i Detroit Tigers.
Lo stadio ha ospitato l'MLB All-Star Game del 2003 e i concerti di Rolling Stones e Bruce Springsteen. Inoltre sono state girate qui alcune scene dei film La recluta dell'anno, Major League - La rivincita, Un lavoro da grande, Il matrimonio del mio migliore amico e The Ladies Man.
I diritti di denominazione sono stati acquistati nel 2003 dalla società di telecomunicazioni U.S. Cellular per un periodo di 20 anni.
La denominazione attuale è stata annunciata il 31 ottobre 2016, dopo che la Guaranteed Rate, una società privata di mutui ipotecari residenziali con sede a Chicago, ha acquistato i diritti di denominazione dello stadio con un contratto di 13 anni.